# Ahigbé-Koffikro
Ahigbé-Koffikro est une localité du sud-est de la Côte d'Ivoire, et appartenant au département d'Aboisso, Région du Sud-Comoé. La localité d'Ahigbé-Koffikro est un chef-lieu de commune.